# Fundacja Audiodeskrypcja
Fundacja Audiodeskrypcja – organizacja pozarządowa działająca od 2008 roku na rzecz osób niewidomych i słabowidzących.

## Historia
Celem fundacji jest udostępnianie kultury i sztuki osobom niewidomym i słabowidzącym. Jest organizacją ogólnopolską, siedzibę ma w Białymstoku. Fundatorem jest Tomasz Strzymiński, który ustanowił ją aktem notarialnym z 17 listopada 2008 roku. Została zarejestrowana 9 marca 2009 roku. Nadzór nad fundacją sprawuje Ministerstwo Kultury i Dziedzictwa Narodowego. Władzami fundacji są Rada i Zarząd.

## Projekty
- 2015 iSztuka – Edukacja Kulturalna dla Wszystkich. Celem projektu było przygotowanie portalu isztuka.edu.pl, na którym za pomocą audiodeksrypcji osoby niedowidzące i niewidzące maja dostęp do dzieł sztuki takich jak: Dama z gronostajem Leonarda da Vinci, Narodziny Wenus Sandro Botticellego[3] oraz innych[4][5]. Projekt dofinansowany ze środków Ministra Kultury i Dziedzictwa Narodowego[6]. Do 2019 roku zrealizowano 5 edycji projektu udostępniając osobom niewidomym 324 dzieła sztuki. Projekt realizowany we współpracy z Fundacją Promocji Sztuki „Niezła Sztuka” oraz Spółdzielnią Socjalną Akces Lab[7].
- 2015 Opera dostępna. Projekt realizowany we współpracy z Fundacją Uniwersytet Terenowy oraz Operą i Filharmonią Podlaską, którego celem było udostępnienie budynku opery oraz spektakli operowych dla osób z niepełnosprawnością wzroku[8].
- 2014 Movie Guide Dog. W ramach projektu przygotowano aplikację na telefon, która udostępnia audiodeskrypcję i odtwarza ją niezależnie od sprzętu w sali kinowej[9].
- 2014 Zilustruj mi słowem świat. Projekt dofinansowany ze środków Ministra Kultury i Dziedzictwa Narodowego, realizowany we współpracy z Biblioteką Śląską. W ramach projektu przeszkolono 30 bibliotekarzy z województwa śląskiego z tworzenia audiodeskrypcji dzieł wizualnych, aby ułatwić osobom z dysfunkcją wzroku odbiór twórczości artystycznej[10]
- 2012 Kultura przeciw Wykluczeniu - Audiodeskrypcja. Projekt finansowaniu ze środków m.st. Warszawy w ramach którego przeprowadzono warsztaty dla pracowników instytucji kultury, organizacji pozarządowych i animatorów życia społecznego i kulturalnego, których celem było nauczenie ich metod tworzenia audiodeskrypcji do dzieł scenicznych, produkcji audiowizualnych oraz sztuk plastycznych[11].
- 2011 Obrazy słowem malowane. Radiowe spotkania z audiodeskrypcją sztuk plastycznych, nie tylko dla najmłodszych. Projekt dofinansowany z Programu Operacyjnego Fundusz Inicjatyw Obywatelskich realizowany we współpracy ze Stowarzyszeniem Edukacji Kulturalnej WIDOK. W ramach projektu przygotowano cykl 12 audycji radiowych dotyczących sztuk plastycznych z uwzględnieniem potrzeb dzieci i dorosłych z niepełnosprawnością wzroku, które były emitowane przez regionalną rozgłośnię polskiego Radia w Białymstoku[12]. Audycje są dostępne na portalu YouTube oraz na płycie CD.
- 2011 Białystok słowem malowany. W ramach projektu przygotowano przewodnik audio z audiodeskrypcją dla osób niewidomych i słabowidzących po szlaku esperanto i wielu kultur[13].
- 2011 Słowa zaklęte w obrazie, czyli o tym, jak tworzy się film. Projekt nagrodzony w drugiej edycji Akademii Orange realizowany we współpracy z Galerią im. Sleńdzińskich w Białymstoku. Wzięły w nim udział dzieci niewidome, słabowidzące oraz widzące w wieku od 7 do 13 lat, które wzięły udział w warsztatach filmowo-plastycznych[14].
- 2010 Teatr bez barier. Projekt dofinansowany w ramach pierwszej edycji Akademii Orange[15]. W ramach projektu we współpracy z Wojewódzkim Ośrodkiem Kultury w Białymstoku odbył się wykład z zakresu tworzenia i wdrażania audiodeskrypcji ze szczególnym uwzględnieniem spektaklu teatralnego oraz trzydniowe warsztaty teatralne z udziałem dzieci z niepełnosprawnością wzroku[16].
- 2009 Udostępniamy Muzeum gościom niewidzącym i obcojęzycznym. Projekt dofinansowany ze środków Departamentu Infrastruktury i Ochrony Środowiska w Urzędzie Marszałkowskim Województwa Podlaskiego w Białymstoku w ramach programu Wspieranie działalności ośrodków edukacji ekologicznej. W ramach projektu Muzeum Przyrody w Drozdowie przygotowało przewodnik audio z audiodeskrypcją wybranych obiektów muzealnych oraz wersję niemiecko i anglojęzyczną przewodnika audio dla kości z zagranicy. Osoby niewidome mogą podczas odwiedzin Muzeum zobaczyć za pośrednictwem dotyku kilka eksponatów, a nowa strona internetowa została przystosowana do potrzeb osób niewidomych[17].
- 2009 Drzwi do kultury. Audiodeskrypcja szansą na zwiększenie dostępu osób niewidomych i słabowidzących do sztuk wizualnych. W ramach projektu przeszkolono przedstawicieli instytucji kulturalnych z województwa podlaskiego, aby mogli wprowadzić do oferty audiodeskrypcji prezentowanych eksponatów lub przedstawień, aby zwiększyć dostęp osób niewidzących do sztuk wizualnych. Projekt dofinansowany z Programu Operacyjnego Fundusz Inicjatyw Obywatelskich[18].

## Prezesi
- Tomasz Strzymiński od 9 marca 2009[2]